# باشگاه فوتبال لافبورو
باشگاه فوتبال لافبورو (به انگلیسی: Loughborough University Football Club) یک باشگاه فوتبال در شهر لافبورو، کشور انگلستان است که در سال ۱۹۲۰ میلادی تأسیس شده‌است.